# Маммиллярия солисиевидная
Маммиллярия солисиевидная (лат. Mammillaria solisioides) — вид кактусов рода Маммиллярия.

## Описание
Стебель светло-зелёный, шаровидный, около 4 см в диаметре, без боковых побегов, с реповидным корнем. Сосочки короткие, конические, плотно расположенные. Аксиллы голые или слегка опушенные. Радиальные колючки (15—25 штук) белые, тонкие, гребневидно прилегающие к стеблю, 0,5 см длиной. Центральных колючек нет. Цветки желтовато-белые, 2—2,5 см длиной и в диаметре, появляются на боковой поверхности стебля. Плоды зеленовато-розовые, мелкие, удлинённые, до 1 см длиной.